# Молоде серце (фільм, 1919)
Молоде серце (англ. The Heart of Youth) — американська комедійна драма режисера Роберта Дж. Віньоли 1919 року.

## У ролях
- Ліла Лі — Жозефіна Дарчет
- Том Форман — Рас Прендергаст
- Бастер Ірвінг — Джиммі
- Чарльз Огл — Ос Віппл
- Фанні Міджлі — Мітті Віппл
- Гай Олівер — Кальвін Прендергаст
- Лідія Нотт — місіс Прендергаст
- Фей Лемпорт — Мілдред
- Гертруда Шорт — Кора
- Камерон Коффі — Дікі